# Aleksander Nikolajevič Čerepnin
Aleksander Nikolajevič Čerepnin (rusko Алекса́ндр Никола́евич Черепни́н), ruski skladatelj in pianist, * 9. januar 1899, Sankt Peterburg, Ruski imperij (danes Rusija), † 29. september 1977, Pariz, Francija.
Leta 1933 se je skupaj s soprogo in pastorko mudil v Ljubljani. Na odru ljubljanske Opere je bila leta 1935 uprizorjena njegova opera pod naslovom 01-01 ali Scene iz študentskega življenja.
Njegov oče Nikolaj Nikolajevič Čerepnin je bil tudi skladatelj.